# Hans Aaraas
Hans Aaraas, född 21 juli 1919 i Skien, död 20 oktober 1998, var en norsk litteraturvetare.
Aaraas blev mag. art. 1947 och filosofie doktor 1960. Åren 1949–1953 var han lektor i norska vid Sorbonne och från 1956 lektor i Oslo. Han tjänstgjorde som professor i fransk litteratur vid Universitetet i Bergen 1961–1986.
Aaraas utgav bland annat doktorsavhandlingen Georges Bernanos (1959) och mindre studier om Bernanos. För sin översättning av dennes roman Monsieur Ouine belönades han 1982 med Bastianpriset. År 1998 fick han även Norska Akademiens pris.